# Сјеверни Јемен
Сјеверни Јемен је израз који се односи на Јеменску Арапску Републику (1962-1990), као и на њеног претходника Мутавеклијско краљевство Јемен (1918-1962), као и на њихове претходнике који су имали сувренетитет над територијама данашњег сјеверозападног Јемена и јужне Арабије.
Ниједна држава није користила назив „Сјеверни Јемен“, а израз је ушао у употребу када је Федерација Јужне Арабије добила независност као Народна Република Јужни Јемен 1967. године. Прије 1967, Сјевер је био познат као „Јемен“. НР Јужни Јемен је 1970. године промјенио име у Народна Демократска Република Јемен чиме је отклоњена разлика у званичним именима, али су се називи Сјеверни и Јужни задржали у неформалном говору. Алтернативни облик био је „Јемен (Сана)“ за Сјеверни Јемене и „Јемен (Аден)“ за Јужни Јемен.
Уједињењем два Јемена 1990. године израз је изгубио своје првобитно значење, али се задржао као ознака за област бивше Јеменске Арапске Републике, и историјски и анахронички за догађаје и политичке прилике прије 1967. године (нпр. за Мутавеклијско краљевство Јемен или Сјевернојеменски грађански рат).